# Gunungiella anthea
Gunungiella anthea är en nattsländeart som beskrevs av Huisman 1993. Gunungiella anthea ingår i släktet Gunungiella och familjen stengömmenattsländor. Inga underarter finns listade i Catalogue of Life.